# Tablero de siluetas

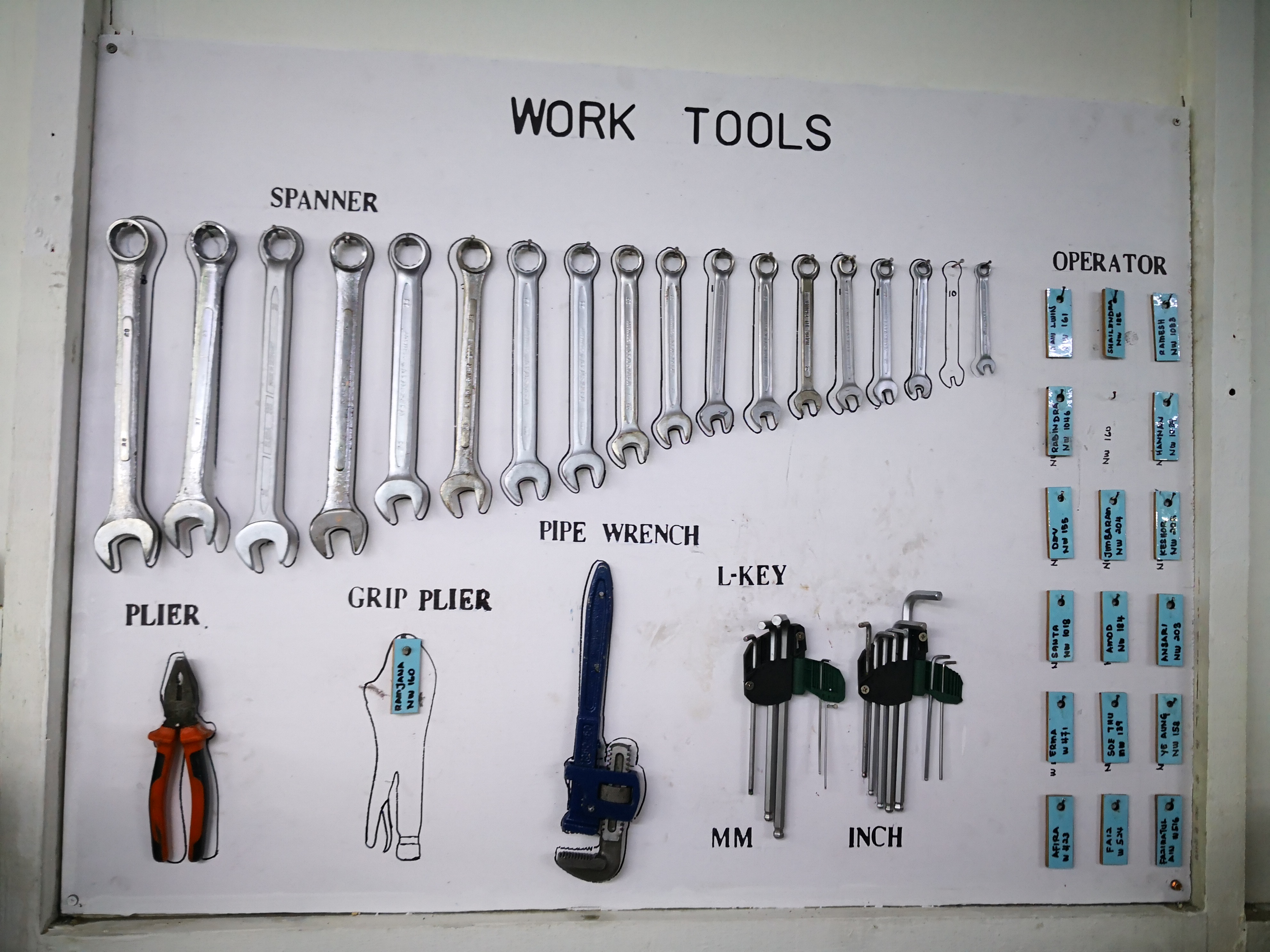
Tablero de siluetas para herramientas utilizadas en una planta de producción

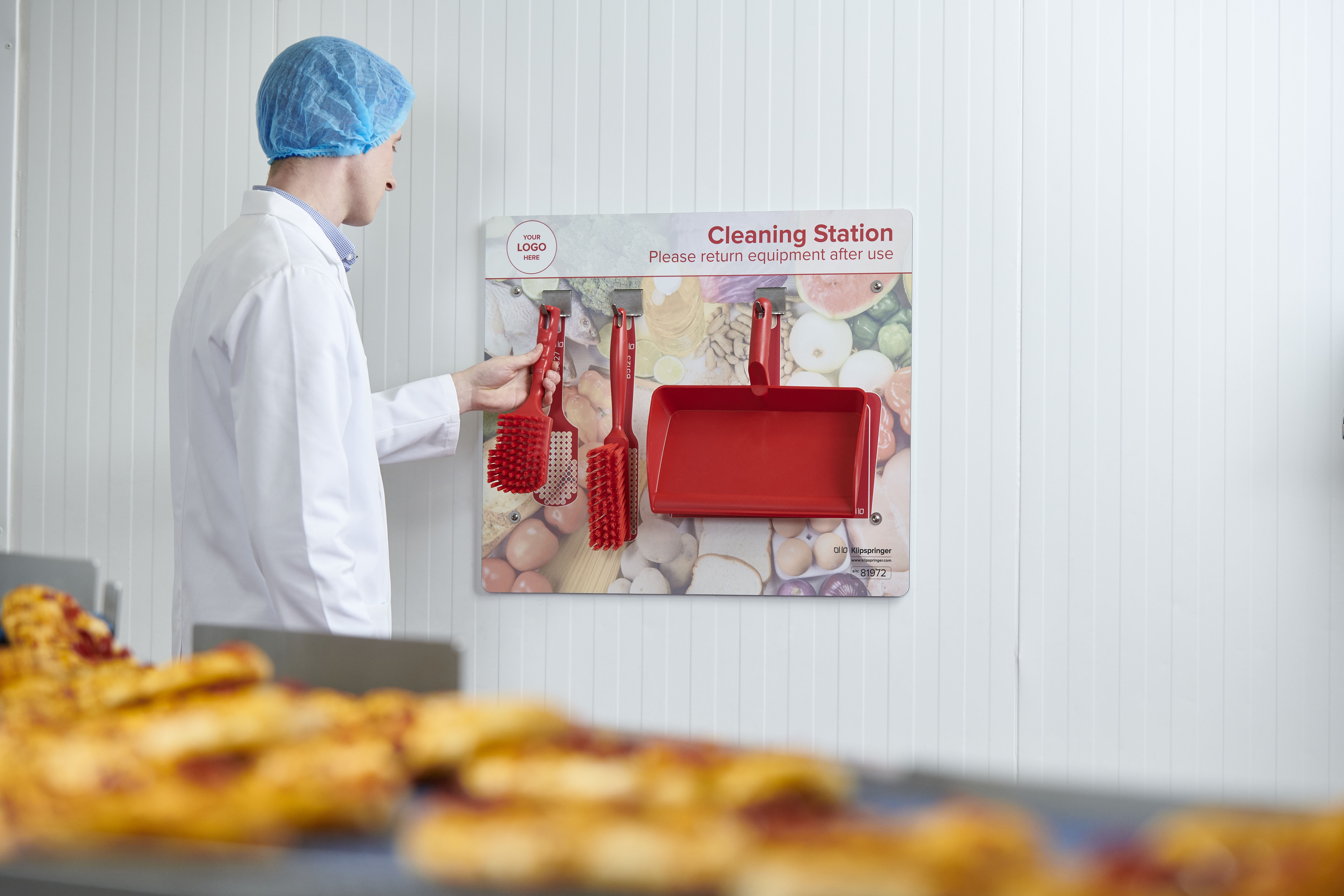
Tablero de siluetas utilizado para almacenar y segregar utensilios de limpieza en una fábrica de alimentos

Un tablero de siluetas o shadow board es un tipo de tablero de herramientas utilizado organizar un conjunto de herramientas y utensilios. Este tipo de tablero define dónde se deben colocar herramientas particulares cuando no están en uso.
Los tableros de sombra tienen marcados los contornos de las herramientas de una estación de trabajo, lo que permite a los operadores identificar rápidamente qué herramientas están siendo utilizadas o faltan. Los tableros se ubican comúnmente cerca de la estación de trabajo donde se utilizan las herramientas. Los tableros de siluetas se utilizan a menudo en el entorno de fabricación para mejorar las productividad y criterios como el lean six sigma o el sistema 5S de una organización.
Los tableros de siluetas son especialmente útiles para reducir el tiempo dedicado a buscar herramientas y también contribuyen a reducir las pérdidas. Además, mejoran la seguridad de la estación de trabajo debido a que las herramientas se reemplazan de manera segura después de su uso, en lugar de convertirse en peligros potenciales. 
Algunos de los elementos más importantes en un tablero de siluetas son:
- Etiqueta identificadora - ID
- Código de Color
- Silueta de la herramienta[4]